# Új név a régi ház falán
"Új név a régi ház falán" (tradução portuguesa "Um novo nome para um muro de uma casa velha") foi a canção que que representou a Hungria no Festival Eurovisão da Canção 1995 que teve lugar em Dublin, na Irlanda, em 13 de maio desse ano.
A referida canção foi interpretada em húngaro por Csaba Szigeti. Foi a décima-terceira canção a ser interpretada na noite do evento, a seguir à canção francesa "Il me donne rendez-vous", interpretada por Nathalie Santamaria e antes da canção belga "La voix est libre", cantada por Frédéric Etherlinck. Terminou a competição em 22.º lugar (entre 23 concorrentes), recebendo apenas 3 pontos (1 voto da Espanha e dois da Rússia.) Devido à fraca classificação, a Hungria não participaria no ano seguinte, regressando em 1997 com a canção Miért kell, hogy elmenj?, interpretada pela banda V.I.P..

## Autores
A canção tinha letra de Attila Horváth, música de Ferenc Balázs e foi orquestrada por Miklós Malek.

## Letra
A canção é uma balada, com Szigeti cantando sobre a sua tentativa de se encontrar com uma velha amiga, mas sem o conseguir. Parece que por exemplo, ela tinha partido e que alguém agora vive na casa onde ela vivia.